# Birmingham Gauge
Birmingham Gauge, auch Birmingham Wire Gauge und abgekürzt BWG und als Stubs Iron Wire Gauge bekannt, ist eine Kodierung in der Medizin für den Außendurchmesser von Kanülen, Injektionsnadeln und Nähfäden und Grundlage vom Standard ISO 6009, welcher die Farbgebung von medizinischen Kanülen spezifiziert. Entwickelt hat sich BWG im frühen 19. Jahrhundert im Rahmen der Industrialisierung in England und wurde zunächst für die Angabe von Durchmessern bei Stahldrähten und bei der Angabe von Rohrdurchmessern verwendet. In diesem Anwendungsbereich wurde es im Vereinigten Königreich durch das ähnliche aber modifizierte Imperial Standard Wire Gauge (SWG) abgelöst. Daneben existiert für die Angabe des Durchmessers von Buntmetalldrähten, insbesondere im Bereich der Avionik, auch das American Wire Gauge (AWG).

## Durchmessertabellen

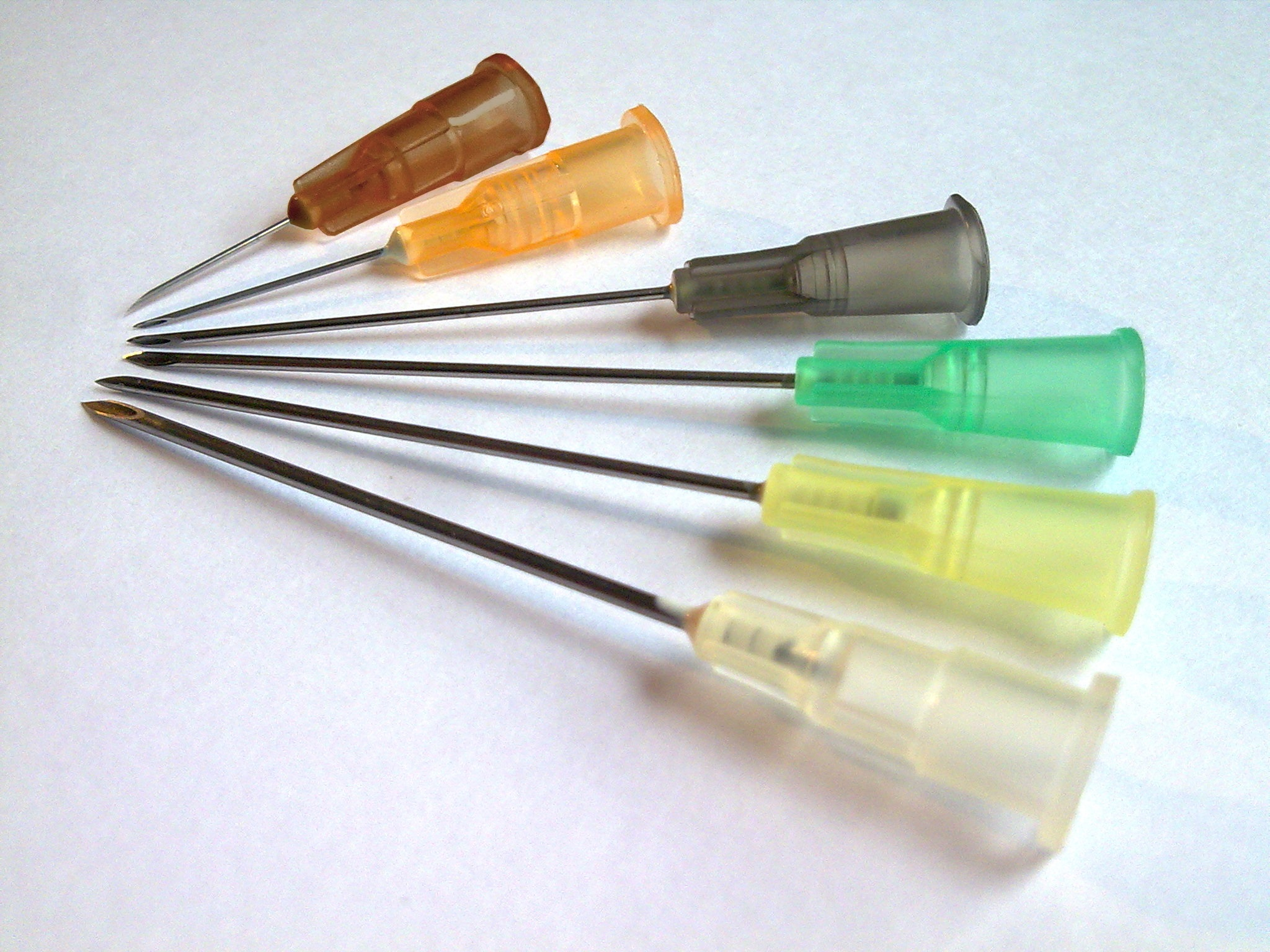
Verschiedene Kanülen

Kanülen sind in unterschiedlichen Außendurchmessern erhältlich, welche durch die G-Zahl, diese basiert auf dem Birmingham Gauge, und einer Farbe gekennzeichnet sind. Kleiner G-Zahlen drücken einen größeren Außendurchmesser aus, der Innendurchmesser hängt dabei vom Außendurchmesser und der Wandstärke ab. In nachfolgender Tabelle sind die üblichen auf BWG basierenden Außendurchmesser für Kanülen und deren Farbgebung nach ISO 6009 angeführt.
| 7   | 0,180 ± 0,001     | 4,572 ± 0,025   | 0,150 ± 0,003     | 3,810 ± 0,076  | 0,015 ± 0,001     | 0,381 ± 0,025   | (undefiniert) |  |  |  |
| 8   | 0,165 ± 0,001     | 4,191 ± 0,025   | 0,135 ± 0,003     | 3,429 ± 0,076  | 0,015 ± 0,001     | 0,381 ± 0,025   | (undefiniert) |  |  |  |
| 9   | 0,148 ± 0,001     | 3,759 ± 0,025   | 0,118 ± 0,003     | 2,997 ± 0,076  | 0,015 ± 0,001     | 0,381 ± 0,025   | (undefiniert) |  |  |  |
| 10  | 0,134 ± 0,001     | 3,404 ± 0,025   | 0,106 ± 0,003     | 2,692 ± 0,076  | 0,014 ± 0,001     | 0,356 ± 0,025   | olivbraun     |  |  |  |
| 11  | 0,120 ± 0,001     | 3,048 ± 0,025   | 0,094 ± 0,003     | 2,388 ± 0,076  | 0,013 ± 0,001     | 0,330 ± 0,025   | grüngelb      |  |  |  |
| 12  | 0,109 ± 0,001     | 2,769 ± 0,025   | 0,085 ± 0,003     | 2,159 ± 0,076  | 0,012 ± 0,001     | 0,305 ± 0,025   | helles blau   |  |  |  |
| 13  | 0,095 ± 0,001     | 2,413 ± 0,025   | 0,071 ± 0,003     | 1,803 ± 0,076  | 0,012 ± 0,001     | 0,305 ± 0,025   | purple        |  |  |  |
| 14  | 0,083 ± 0,001     | 2,108 ± 0,025   | 0,063 ± 0,003     | 1,600 ± 0,076  | 0,010 ± 0,001     | 0,254 ± 0,025   | helles grün   |  |  |  |
| 15  | 0,0720 ± 0,0005   | 1,829 ± 0,013   | 0,0540 ± 0,0015   | 1,372 ± 0,038  | 0,0090 ± 0,0005   | 0,229 ± 0,013   | helles blau   |  |  |  |
| 16  | 0,0650 ± 0,0005   | 1,651 ± 0,013   | 0,0470 ± 0,0015   | 1,194 ± 0,038  | 0,0090 ± 0,0005   | 0,229 ± 0,013   | weiß          |  |  |  |
| 17  | 0,0580 ± 0,0005   | 1,473 ± 0,013   | 0,0420 ± 0,0015   | 1,067 ± 0,038  | 0,0080 ± 0,0005   | 0,203 ± 0,013   | rotviolett    |  |  |  |
| 18  | 0,0500 ± 0,0005   | 1,270 ± 0,013   | 0,0330 ± 0,0015   | 0,838 ± 0,038  | 0,0085 ± 0,0005   | 0,216 ± 0,013   | pink          |  |  |  |
| 19  | 0,0420 ± 0,0005   | 1,067 ± 0,013   | 0,0270 ± 0,0015   | 0,686 ± 0,038  | 0,0075 ± 0,0005   | 0,191 ± 0,013   | cremefarben   |  |  |  |
| 20  | 0,03575 ± 0,00025 | 0,9081 ± 0,0064 | 0,02375 ± 0,00075 | 0,603 ± 0,019  | 0,00600 ± 0,00025 | 0,1524 ± 0,0064 | gelb          |  |  |  |
| 21  | 0,03225 ± 0,00025 | 0,8192 ± 0,0064 | 0,02025 ± 0,00075 | 0,514 ± 0,019  | 0,00600 ± 0,00025 | 0,1524 ± 0,0064 | dunkelgrün    |  |  |  |
| 22  | 0,02825 ± 0,00025 | 0,7176 ± 0,0064 | 0,01625 ± 0,00075 | 0,413 ± 0,019  | 0,00600 ± 0,00025 | 0,1524 ± 0,0064 | schwarz       |  |  |  |
| 22s | 0,02825 ± 0,00025 | 0,7176 ± 0,0064 | 0,00600 ± 0,00075 | 0,152 ± 0,019  | 0,01110 ± 0,00025 | 0,2826 ± 0,0064 | (undefiniert) |  |  |  |
| 23  | 0,02525 ± 0,00025 | 0,6414 ± 0,0064 | 0,01325 ± 0,00075 | 0,337 ± 0,019  | 0,00600 ± 0,00025 | 0,1524 ± 0,0064 | tiefblau      |  |  |  |
| 24  | 0,02225 ± 0,00025 | 0,5652 ± 0,0064 | 0,01225 ± 0,00075 | 0,311 ± 0,019  | 0,00500 ± 0,00025 | 0,1270 ± 0,0064 | purpur        |  |  |  |
| 25  | 0,02025 ± 0,00025 | 0,5144 ± 0,0064 | 0,01025 ± 0,00075 | 0,260 ± 0,019  | 0,00500 ± 0,00025 | 0,1270 ± 0,0064 | orange        |  |  |  |
| 26  | 0,01825 ± 0,00025 | 0,4636 ± 0,0064 | 0,01025 ± 0,00075 | 0,260 ± 0,019  | 0,00400 ± 0,00025 | 0,1016 ± 0,0064 | braun         |  |  |  |
| 26s | 0,01865 ± 0,00025 | 0,4737 ± 0,0064 | 0,00500 ± 0,00075 | 0,127 ± 0,019  | 0,00680 ± 0,00025 | 0,1734 ± 0,0064 | (undefiniert) |  |  |  |
| 27  | 0,01625 ± 0,00025 | 0,4128 ± 0,0064 | 0,00825 ± 0,00075 | 0,210 ± 0,019  | 0,00400 ± 0,00025 | 0,1016 ± 0,0064 | mittelgrau    |  |  |  |
| 28  | 0,01425 ± 0,00025 | 0,3620 ± 0,0064 | 0,00725 ± 0,00075 | 0,184 ± 0,019  | 0,00350 ± 0,00025 | 0,0889 ± 0,0064 | türkis        |  |  |  |
| 29  | 0,01325 ± 0,00025 | 0,3366 ± 0,0064 | 0,00725 ± 0,00075 | 0,184 ± 0,019  | 0,00300 ± 0,00025 | 0,0762 ± 0,0064 | rot           |  |  |  |
| 30  | 0,01225 ± 0,00025 | 0,3112 ± 0,0064 | 0,00625 ± 0,00075 | 0,159 ± 0,019  | 0,00300 ± 0,00025 | 0,0762 ± 0,0064 | gelb          |  |  |  |
| 31  | 0,01025 ± 0,00025 | 0,2604 ± 0,0064 | 0,00525 ± 0,00075 | 0,133 ± 0,019  | 0,00250 ± 0,00025 | 0,0635 ± 0,0064 | weiß          |  |  |  |
| 32  | 0,00925 ± 0,00025 | 0,2350 ± 0,0064 | 0,00425 ± 0,00075 | 0,108 ± 0,019  | 0,00250 ± 0,00025 | 0,0635 ± 0,0064 | tiefgrün      |  |  |  |
| 33  | 0,00825 ± 0,00025 | 0,2096 ± 0,0064 | 0,00425 ± 0,00075 | 0,108 ± 0,019  | 0,00200 ± 0,00025 | 0,0508 ± 0,0064 | schwarz       |  |  |  |
| 34  | 0,00725 ± 0,00025 | 0,1842 ± 0,0064 | 0,00325 ± 0,00075 | 0,0826 ± 0,019 | 0,00200 ± 0,00025 | 0,0508 ± 0,0064 | orange        |  |  |  |
|     |                   |                 |                   |                |                   |                 |               |  |  |  |